# Бирман, Марк Яковлевич
Марк Яковлевич Бирман (28 декабря 1900 года, Житомир — 4 января 1960 года, Москва) — советский военный деятель, Генерал-майор (1943 год).

## Начальная биография
Марк Яковлевич Бирман родился 28 декабря 1900 года в Житомире.

## Военная служба

### Гражданская война
В апреле 1918 года был призван в ряды РККА и направлен красноармейцем в 1-й Богунский полк (1-я стрелковая дивизия), в составе которого принимал участие в боях на Южном фронте против войск под командованием генерала А. И. Деникина. В июне 1919 года был направлен на учёбу на 2-е Московские пехотные курсы, по окончании которых в феврале 1920 года был назначен на должность командира взвода 147-го стрелкового полка (17-я стрелковая дивизия), находясь на которой, принимал участие в ходе советско-польской войны, а затем в боевых действиях против вооружённых формирований под командованием генерала С. Н. Булак-Балаховича и другими вооруженными формированиями в Белоруссии.

### Межвоенное время
В марте 1921 года Бирман был назначен на должность командира взвода 160-го пограничного батальона войск ВЧК. В феврале 1922 года был направлен на учёбу на 55-е Житомирские пехотные курсы, по окончании которых в сентябре 1922 года был назначен на должность командира отделения, а затем — командира взвода в 151-м стрелковом полку (51-я стрелковая дивизия, Украинский военный округ).
В сентябре 1923 года был направлен на учёбу в Киевскую объединённую школу командиров имени С. С. Каменева, по окончании которой в августе 1925 года был назначен на должность командира взвода в 137-м стрелковом полку (46-я стрелковая дивизия), затем в 223-м стрелковом полку (75-я стрелковая дивизия).
В сентябре 1927 года был направлен на учёбу на Киевских военно-политических курсах, по окончании которых в 1928 году служил в 224-м стрелковом полку (75-я стрелковая дивизия) на должностях политрука роты, командира роты и батальона.
В январе 1932 года был направлен на учёбу на Стрелково-тактические курсы комсостава «Выстрел», которые закончил в мае 1932 года. В апреле 1933 года был направлен на учёбу в Военную академию имени М. В. Фрунзе, по окончании которой в октябре 1936 года был назначен на должность преподавателя тактики Киевской пехотной школы, а в октябре 1937 года — на должность преподавателя Военной академии имени М. В. Фрунзе.
В ноябре 1937 года был направлен на учёбу в Академию Генерального штаба РККА, по окончании которой в сентябре 1939 года был назначен на должность начальника отдела штаба Закавказского военного округа, в июне 1940 года — на должность начальника 1-го отдела штаба Приволжского военного округа, в ноябре 1940 года — на должность старшего преподавателя Академии Генерального штаба РККА, а в мае 1941 года — на должность командира 52-го стрелкового полка 71-й стрелковой дивизии.

### Великая Отечественная война
С началом Великой Отечественной войны Бирман находился на прежней должности на Северном, а затем на Карельском фронтах.
В сентябре 1941 года был назначен на должность заместителя начальника штаба Кемской оперативной группы войск, в 1942 году — на должность заместителя начальника штаба — начальника оперативного отдела штаба 26-й армии, в январе 1943 года — на должность заместителя начальника штаба — начальника оперативного отдела 5-й танковой армии, в апреле — на должность заместителя начальника штаба — начальника оперативного отдела 12-й армии, в июне 1943 года — на должность начальника штаба 12-й армии. В этой должности принимал участие в ходе Донбасской наступательной операции, а в декабре 1943 года — на должность начальника штаба 46-й армии. С 12 по 16 марта 1944 года исполнял должность командира 34-го стрелкового корпуса. В качестве начальника штаба 46-й армии Бирман принимал участие в ходе Никопольско-Криворожской, Березнеговато-Снигиревской, Одесской, Ясско-Кишиневской, Дебреценской, Будапештской, Венской и Пражской наступательных операций.

### Послевоенная карьера
С окончанием войны Бирман находился в распоряжении Военного совета Одесского военного округа, а затем в распоряжении ГУК НКО СССР.
В декабре 1945 года был назначен на должность старшего преподавателя кафедры оперативного искусства Высшей военной академии имени К. Е. Ворошилова.
Генерал-майор Марк Яковлевич Бирман вышел в отставку в марте 1957 года. Умер 4 января 1960 года в Москве.

## Награды
- Орден Ленина;
- Четыре ордена Красного Знамени;
- Орден Богдана Хмельницкого 1 степени[1].;
- Орден Кутузова 2 степени (26 октября 1943 года);
- Орден Богдана Хмельницкого 2 степени;
- Медали;
- Орден Заслуг (ВНР)